# Высшая нормальная школа Лиона
Высшая нормальная школа Лиона (фр. École normale supérieure de Lyon, ENS Lyon) — одна из четырёх престижных высших нормальных школ Франции, относящаяся к числу так называемых больших школ. Расположена в Лионе. 
Состоит из двух академических подразделений — искусства и науки — с кампусами в Лионе, близ слияния рек Рона и Сона.
Выпускники обычно имеют особый статус государственных служащих после многих конкурсов, при условии, что они продолжают свою карьеру на государственной службе .

## Знаменитые выпускники
- Седрик Виллани, французский математик, лауреат премии Филдса 2010 года